# Ланузеи
Ланузеи (итал. Lanusei, на месном говору: Lanusèi) град је у западној Италији. То је једно од два средишта округа Ољастра у оквиру италијанске покрајине Сардинија.

## Природне одлике
Град Ланузеи налази се у источном делу Сардиније, на 140 км североостично од Каљарија. Град је смештен у планинској области Ђенарђенту, на знатној надморској висини од око 600 m.

## Становништво
Према резултатима пописа становништва 2011. у општини је живело 5.492 становника.
| 1931. | 1936. | 1951. | 1961. | 1971. | 1981. | 1991. | 2001. | 2011. |
| ----- | ----- | ----- | ----- | ----- | ----- | ----- | ----- | ----- |
| 3.814 | 4.177 | 4.853 | 5.449 | 5.713 | 6.360 | 6.356 | 5.841 | 5.492 |

Ланузеи данас има око 6.000 становника (најмање окружно средиште у Италији), махом Италијана. То је за 80% више него на почетку 20. века. Последњих деценија број становника у граду опада.

## Галерија
- Стара панорама града
- Катердрала у Ланусеију
- Традиционална ношња из града